# Rossinyol de Rubeho
El rossinyol de Rubeho (Sheppardia aurantiithorax) és una espècie d'ocell de la família dels muscicàpids (Muscicapidae) endèmica de les muntanyes Rubeho de Tanzània. Es creu que l'espècie és força comuna als boscos de muntanya dins de la seva petita distribució. Està amenaçat per la pèrdua d'habitat degut a la tala d'arbres grans i la tala de boscos per l'agricultura, motiu pel qual fou classificat com a espècie en perill d'extinció a la Llista Vermella de la UICN de 2008.